# Hermannobates intermedius
Hermannobates intermedius är en kvalsterart som beskrevs av Calugar 1990. Hermannobates intermedius ingår i släktet Hermannobates och familjen Hermanniellidae. Inga underarter finns listade i Catalogue of Life.